# Ширяев, Иван Андреевич
Иван Андреевич Ширяев (29 сентября 1891 — 30 октября 1950) — участник Великой Отечественной войны, рядовой 455-го и 459-го Верхнеднепровского стрелковых полков 42-й стрелковой дивизии, полный кавалер ордена Славы.

## Биография
Родился 29 сентября 1891 года в деревне Черношар (в настоящее время не существует) ныне Дуванского района Башкирии в бедной крестьянской семье. Русский. Окончил 2 класса школы. С 11 лет начал трудиться. Работал в столярной мастерской, батрачил, пас скот.
В 1912 году был призван в армию. Служил в Сибирской дивизии. Участвовал в Первой мировой войне. За спасение жизни ротного командира был награждён Георгиевской медалью. Был дважды ранен, отравлен газами.
В период Февральской революции1917 года воевал на Западном фронте, был избран агитатором.
Участник Великой Октябрьской социалистической революции в Петрограде. Участник Гражданской войны, воевал против войск генералов Юденича и Деникина. После демобилизации и возвращения в родную деревню, был избран председателем комитета бедноты.
В 1935–1941 годах работал председателем колхоза имени Ленина, кузнецом Ярославской МТС Дуванского района Башкирской АССР.
В Красную Армию призван 15 января 1943 года Дуванским райвоенкоматом Башкирской АССР. На фронте с 9 апреля 1943 года. Член ВКП(б) с 1944 года. Обратился с рапортом, чтобы его направили в воинскую часть, где служил его сын Аркадий. Просьба была удовлетворена, и отец с сыном стали служить в одной 7-й стрелковой роте 455-го стрелкового полка (в 1944 году Аркадий Ширяев погиб в бою).
В 1945 году демобилизован.
Жил в городе Куса, в посёлке Магнитка Кусинского района Челябинской области. Работал кузнецом на шахте.
Скончался 3 октября 1950 года. Похоронен в пос. Магнитка.

## Подвиги
Стрелок 455-го стрелкового полка (42-я стрелковая дивизия, 33-я армия, Западный фронт) красноармеец Иван Ширяев 16 ноября 1943 года в боях за Хутора Козьянские, расположенные в 12-и километрах восточнее города Дубровно Витебской области Белоруссии, уничтожил десять и взял в плен четырёх гитлеровцев. За мужество и отвагу, проявленные в боях, 7 марта 1944 года награждён орденом Славы 3-й степени (№ 12644).
Красноармеец 459-го стрелкового полка (42-я стрелковая дивизия, 50-я армия, 2-й Белорусский фронт) Ширяев И. А. 14 июля 1944 года у деревни Жидомля, находящейся в 19-и километрах юго-восточнее города Гродно Белоруссии, в ходе отражения атак противника истребил свыше десяти автоматчиков. За мужество и отвагу, проявленные в боях, 28 августа 1944 года награждён орденом Славы 2-й степени (№ 31843).
12 сентября 1944 года красноармеец 459-го стрелкового полка (42-я стрелковая дивизия, 49-я армия, 2-й Белорусский фронт) Иван Ширяев в числе первых выдвинулся на шоссе в 10—15 километрах западнее польского города Ломжа и ликвидировал четырёх гитлеровцев. На подступах к реке Нарев одним из первых бросился в атаку, уничтожил более десяти вражеских солдат и офицеров. Указом Президиума Верховного Совета СССР от 24 марта 1945 года за образцовое выполнение заданий командования в боях с немецко-фашистскими захватчиками награждён орденом Славы 1-й степени (№ 61), став полным кавалером ордена Славы.

## Награды
Орден Славы трёх степеней, медаль «За отвагу».

## Память
В музеях Вознесенской и Тастубинской средних школ Дуванского района Башкирии имеются стенды, посвящённые полному кавалеру ордена Славы И. А. Ширяеву.